# Нарсес
Вижте пояснителната страница за други личности с името Нарсес.
Нарсес (Narses; гръцки: Ναρσής; * 490; † 574 в Рим) е евнух и генерал на източно римския император Юстиниан I.
Нарсес, произлиза от т.нар. персийски арменци, от завладяната част на Армения от сасанидите. Там за разлика от Източната империя кастрацията е разрешена. Кога идва в Константинопол не е известно. При Юстиниан I той става primicerius sacri cubiculi (управител на императорските финанси). По време на въстанието в Ника през 532 г. Нарсес печели доверието на императора и съпругата му Теодора I.
През 538 г. отива с войска в Италия, където от 535 г. е неговият съперник Велизарий, да се бие с остготите. През 551 г. Нарсес става главнокомндващ на императорските войски и води през лятото 552 г. успешните битки против остготите при Буста Галорум в Умбрия и есента при Млечната планина между Неапол и Салерно. След това е в Италия.
В началото на 568 г. е в немилост при новия император Юстин II и когато иска да се върне в Константинопол лангобардите нахлуват в Италия. Той се стреми да организира византийска защита без големи успехи. Почти половина Италия се превзема от лангобардите.
Нарсес умира почти на 90 години в Рим.